# Mohamed Jibriil Muse
Mohamed Jibriil Muse (1930 - 17 mai 2005) était un général et un chef de clan somalien.

## Biographie
À 16 ans, il s'enrole dans l'armée somalienne soutenue alors par l'armée italienne. Il devient général, puis chef de la sécurité somalienne, puis chef de l'armée somalien de la sécurité. En 1990, la guerre éclate. Dix ans plus tard, il prend sa retraite et devient député de Puntland, puis chef de clan avant de mourir d'une maladie le 17 mai 2005.